# Veronika de Desenice
Veronika de Desenice (n. 1380 – d. 17 octombrie 1425, Castelul Ojstrica⁠(d), Tabor, Slovenia) (în croată Veronika Desinićka; în slovenă Veronika Deseniška, Veronika z Desenic) a fost a doua soție a lui Frederic al II-lea, conte de Celje, după Elizabeta Frankopan. Veronika este celebră pentru povestea ei tragică de iubire pentru Frederick, care a fost o sursă de inspirație pentru numeroase creații literare.
Tatăl lui Frederick s-a opus căsătoriei dintre cei doi, prin urmare Veronika a fost urmărită penal. A fost primul proces de vrăjitorie care a avut loc în Slovenia. Cu toate că a fost achitată în fața instanței, a fost ucisă prin înec.

## Tinerețe
Se știu puține despre viața ei timpurie. Se crede că numele Deseniška derivă din satul Desinić din Croația, unde Frederick a avut proprietăți extinse și apare sub formele Dessnitz, Dessenitz, Desnicze, Teschnitz, Teschenitz și Dessewitz în diverse surse istorice.

## Căsătoria și persecuția
Veronika a avut un statut inferior, iar tatăl lui Frederick, contele Hermann al II-lea, s-a opus căsătoriei. Cronicile Conților de Celje sugerează că Hermann al II-lea și-a arestat fiul și, în timp ce l-a ținut prizonier, a început un proces împotriva Veronicăi care a fost acuzată de vrăjitorie. Ea a fost achitată de instanță.

## Crimă
În ciuda deciziei curții, ea a fost închisă în Castelul Ojstrica de lângă Tabor și ucisă (se presupune că la ordinul lui Hermann al II-lea) - fiind înecată în 1425. A fost înmormântată la Braslovče și câțiva ani mai târziu Frederic a aranjat ca rămășițele ei să fie reîngropate la mănăstirea Cartusiană din Jurklošter și, în memoria ei, a făcut și o donație mănăstirii din Bistra.

## În cultură
Povestea tragică de dragoste a Veronicăi și a lui Frederick, care a marcat și începutul sfârșitului Casei de Celje, a fost o inspirație pentru numeroase creații literare.
Printre altele, ea a fost eroina povestirii din 1851 a Josipinei Turnograjska Nedolžnost in sila (Inocența și forța), a piesei de teatru a lui Josip Jurčič din 1880, Veronika Deseniška, a piesei de teatru a lui Oton Župančič⁠(d) din 1924, Veronika Deseniška, a piesei de teatru a lui Bratko Kreft din 1932 Celjski Grofje (Conții de Celje), a operei lui Danilo Švara⁠(d) din 1946, Veronika Deseniška, a piesei de teatru a lui Franček Rudolf⁠(d) din 1968 Celjski grof na žrebcu (Contele de Celje pe un armăsar) și a piesei de teatru din 1974 Veronika precum și a romanului pentru copii Veronika Deseniška din 1996 al lui Dušan Čater⁠(d). 
Romanul istoric al scriitorului sloven Ivan Sivac, O floare sălbatică singuratică (Samotna divja roža, 2016), este de asemena inspirat de povestea de dragoste a Veronikei și a lui Friderik. Autorul însuși a cercetat fapte istorice legate de Veronika de Desenice.
De asemenea, a inspirat lucrări în limbile croată, germană, cehă și italiană.
Premiul Veronika pentru poezie și Festivalul Veronika poartă numele Veronikăi din Desenice.